# レッジョ・ディ・カラブリア
レッジョ・ディ・カラブリア（イタリア語: Reggio di Calabria）は、イタリア共和国カラブリア州にある都市で、その周辺地域を含む人口18万人の基礎自治体（コムーネ）。レッジョ・カラブリア県の県都である。イタリア半島の「つま先」にあたる地点に位置し、シチリア島との間を隔てるメッシーナ海峡に面する。カラブリア州最多の人口を有する自治体で、州議会の所在地であり、州の経済的な中心地である。
イタリアにおける最古のギリシャ人植民都市の一つであるレギオンを起源に持ち、多くの考古遺産を有する。都市の長い歴史には地震と津波も繰り返し刻まれており、とくに1783年と1908年の被害は壊滅的なものであった。市街地は市域を超えて広がっており、レッジョ・ディ・カラブリア都市圏には37万人以上が暮らしている。また海峡を挟んだシチリア島のメッシーナとのつながりも密接である。

## 名称
一般にレッジョ・カラブリア（Reggio Calabria ( 音声ファイル)）と呼ばれ、南イタリアでは単にレッジョ（Reggio）で通用する。同じく「レッジョ」の名を持つ大都市に、エミリア＝ロマーニャ州のレッジョ・ネッレミリア（Reggio nell'Emilia、一般にはレッジョ・エミリア）がある。イタリア語では形容詞形が異なっており、「レッジョ・ディ・カラブリアの」は「レッジーノ/レッジーナ」（Reggino/Reggina）、「レッジョ・ネッレミリアの」は「レッジャーノ/レッジャーナ」（Reggiano/Reggiana）となる。
標準イタリア語以外では以下の名称で呼ばれる。
- シチリア語カラブリア方言: Rìggiu
- ギリシア語カラブリア方言: Ρίγος / Righi

歴史上は、レギオン（古代ギリシア語: Ῥήγιον / Rhḗgion）、レギウム（ラテン語: Rhēgium）などの名を持っており、ほかにも多様な語形で記録されている。中世から近代にかけては Reggio や Regio と呼ばれ、イタリア統一後に「レッジョ・ディ・カラブリア」が正式名称となった。

## 地理

### 位置・広がり
レッジョ・カラブリア県南西部のコムーネである。西にシチリア島とを隔てるメッシーナ海峡に面し、市域東部にはアスプロモンテの山塊が広がる。

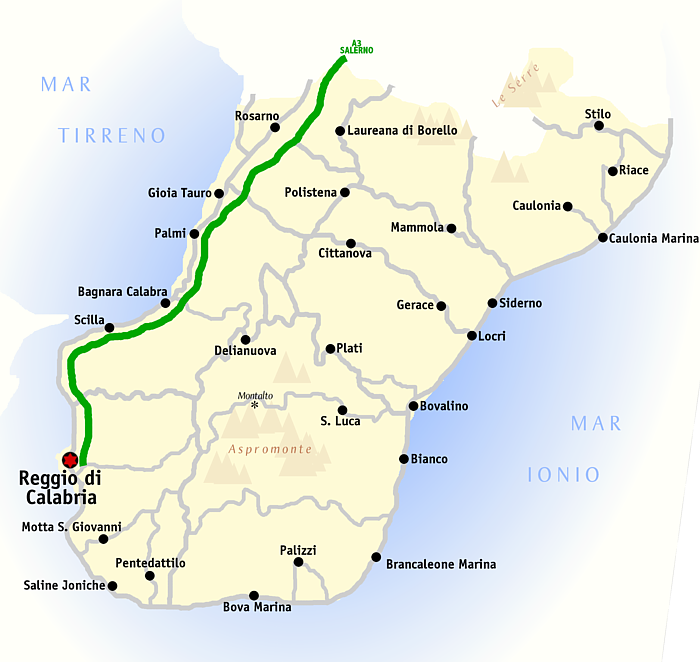
レッジョ・カラブリア県概略図

#### 隣接コムーネ
隣接するコムーネは以下の通り。
- バガラーディ
- カランナ
- カンポ・カーラブロ
- カルデート
- フィウマーラ
- ラガナーディ
- モンテベッロ・イオーニコ
- モッタ・サン・ジョヴァンニ
- ロッカフォルテ・デル・グレーコ
- サンタレッシオ・イン・アスプロモンテ
- サント・ステーファノ・イン・アスプロモンテ
- ヴィッラ・サン・ジョヴァンニ

## 歴史

### 古代

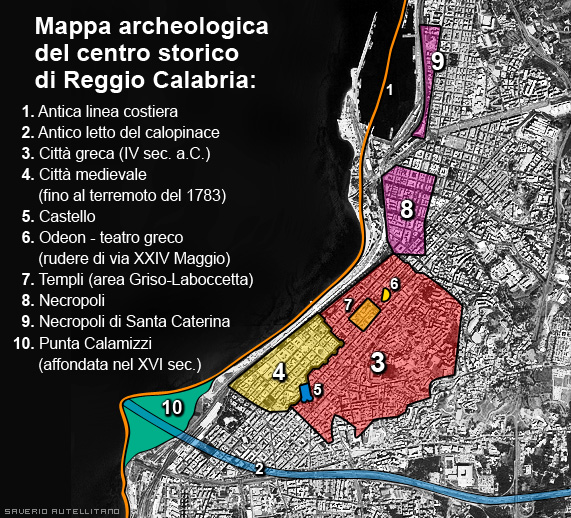
市街中心部の考古地図。3がギリシャ人の都市（紀元前4世紀）、4は1783年までに広がった都市、10がプンタ・カラミッツィ。

#### ギリシャ人以前
レッジョの起源は、神話として伝えられるところと、考古学的に点景されるところとを合わせ、以下のように考えられている。紀元前3千年紀後半から紀元前8世紀にかけて、この地にはオピキ人あるいはオスキ人 (Osci) と呼ばれる人々が暮らしており、またオイノトリア人 (Oenotrians) 、フェニキア人、ミケーネ人、アウソニ人 (Ausones) 、シチリア人、モルゲティ人 (it:Morgeti) 、イタリ人 (it:Itali) なども生活していた。紀元前15世紀にこの地に Léarchos という彫刻家がいたこと、紀元前13世紀初めにイオカストスという伝説的な王がいたことが知られている。
この地には、紀元前8世紀のギリシャ人入植以前に、エリュトラ（Ερυθρά / Erythrà）と呼ばれる、より古い都市があった。「赤」を意味するエリュトラの建設は紀元前3千年紀にさかのぼり、おそらくはアウソニ人によって築かれた。アウソニ人の最後の支配者はイタルス王（Italus）で、「イタリア」という名称は彼から名づけられた。
現在のレッジョ周辺の地域はサトゥルニア（Saturnia）と呼ばれ、のちにイタリア（Italia）と呼ばれた。のちのローマ時代、「イタリア」という名称は半島全域を指して使われるようになったが、この時代には現在のカラブリア州南部、のちにブルジウム（Bruzium）と呼ばれることになる限られた地域のみを指していた。イオカストス王は、プンタ・カラミッツィ (it:Punta Calamizzi) の岬の先端（のちにパランティオン Pallantiòn と呼ばれる）に葬られた。

#### ギリシャ植民市
レッジョは、クーマエに次いで、最も古いギリシャ植民市の一つである。紀元前730年もしくは紀元前743年、カルキスの住民がこの土地に入植し、エリュトラ近郊、パランティオンの近くに都市を築いた。都市は「王の岬」という意味を受け継ぎ、レギオン（Ρήγιoν / Rhégion）と名付けられた。
ギリシャ人の統治下、レギオンはマグナ・グラエキアのポリス（都市国家）となった。レギオンはマグナ・グラエキアの最も重要な都市の一つであり、支配者の変遷はあったが、紀元前5世紀から紀元前3世紀にかけて共和制であった。
紀元前737年から紀元前461年にかけて、レギオンを支配したのはメッセニア（現在のメッシニア）であり、紀元前6世紀から紀元前5世紀にかけて経済的・政治的な実力を強めた。僭主アナクシラス（在位: 紀元前494年 - 紀元前476年）は、対岸のザンクレ（現在のメッシーナ）を支配下に収めてレギオンによるメッシーナ海峡全域の支配を可能にし、エトルリア人やカルタゴ、シュラクサイ（現在のシラクサ）の僭主たちとわたりあった。
ペロポネソス戦争（紀元前431年 - 紀元前404年）に際してレギオンはアテナイと同盟を組むが、紀元前387年にシュラクサイ（現在のシラクサ）によって占領され、以後紀元前351年に至るまでシュラクサイに統治された。紀元前4世紀、シュラクサイの僭主ディオニュシオス2世の統治下で、この都市は短期間フェベア（Febèa）という名で記録されている。シュラクサイの後はカンパニアによる支配を受けた。紀元前278年には、都市を占拠してピュロスと同盟を結んだローマ反乱軍を、ローマ正規軍が包囲戦の末に破る戦いが発生した（レギオン包囲戦）。
レギオンは芸術都市として栄えて高度な文化的水準がある街だった。芸術・哲学・科学に関する学校（ピタゴラス学派のもの (it:Scuola pitagorica reggina) もその一つである）も置かれ、また高名な詩人・歴史家・彫刻家を輩出した。たとえば、イビュコス、レギオンのイッピュス (it:Ippi di Reggio) 、レギオンのピュタゴラス (Pythagoras (sculptor)) などである。ギリシャ時代の考古遺跡からの発掘物は、地元各地に展示されている。

#### ローマ時代

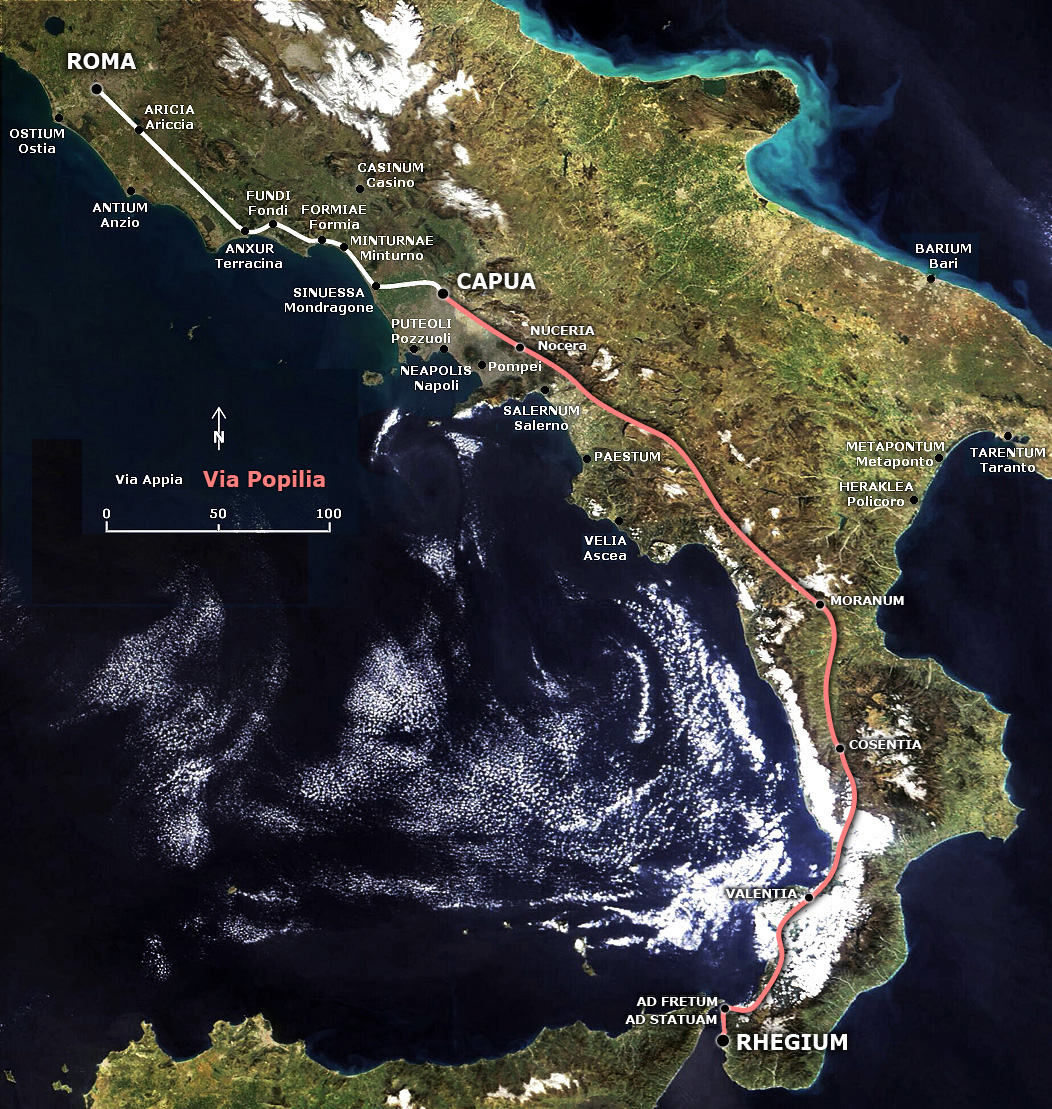
カプア＝レギウム街道

この町は、ラテン語ではレギウム（Regium, Rhegium）と呼ばれた。レギウムは、ローマにとって重要な同盟都市であり、"socia navalis" であった。ローマによる支配下でもレギウムでは独自の造幣局や、ギリシャの文化・慣習が維持された。レギウムは陸上交通と海上交通の結節点であった。カプア＝レギウム街道 (it:Via Capua-Rhegium) （ポピリア街道 Via Popilia、アンニア街道 Via Annia とも）の終着点であり、都市の近くには港 (it:Colonna Reggina) が建設された。
紀元前1世紀の第三次奴隷戦争（スパルタクスの反乱）において、レギウムはスパルタクスらの最後の拠点となった。紀元前91年には地震により破壊されたことが記録されている。その後、別の地震で破壊されており、アウグストゥスの再建命令を受けて西暦17年に再建された。
ローマ帝国時代には、レギウム・ユリウム（Rhegium Julium）の名で呼ばれた。レギウムは南イタリアでもっとも重要かつ富裕な都市の一つとなった。ローマ帝国時代には、イタリア本土第3行政区「ルカニア・エト・ブルッティイ」 (it:Regio III Lucania et Bruttii) のコレクトル (Corrector) の政庁所在地であった。帝政期のレギウムには、少なくとも8つの公衆浴場があり、そのうちの1つは現代でも見ることができる。
パウロは、その生涯最後のローマへの旅の途中で、レギウムを通過し（使徒言行録 XXVIII:13）、この地で最初のキリスト教の伝道を行っている。伝承によれば、ブルッティウムのキリスト教化は彼によるという。
305年と374年に、地震によって都市が破壊されたことが記録されている。

### 中世

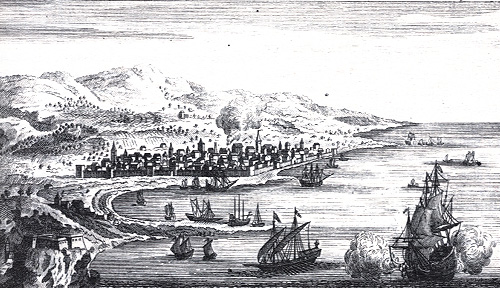
中世の版画に描かれたレッジョ

#### 東ローマ帝国とさまざまな支配者たち
西ローマ帝国の崩壊後、5世紀から6世紀にかけて、ヴァンダル族、ランゴバルド人、ゴート族がこの地に侵入した。536年以後東ローマ帝国の支配下にはいり、「南イタリアにおける東ローマ帝国領」の首府となった。またこの土地は、ときにカラブリア侯に与えられてその首府となり、またイタリアにおける東方教会の中心地となり、8世紀には主教が置かれた。ビザンチン文化の中心地であったことに由来して、1081年に教皇グレゴリウス7世はカトリックの当地の司教にビザンチン典礼 (Byzantine Rite) を認めた。以後16世紀まで、イタリアでビザンチン典礼を行う最も重要な司教区であった。
中世初期には、レッジョが重要な戦略的位置を占めるために、ほかにも多くの占領者が当地を支配した。9世紀後半、イスラム教徒のMofareg-ibn-Salem は南イタリアの沿岸部を占領して自治的なスルタン領を建国したが、その最盛期に勢力はバーリからレッジョにまで及んだ 。918年にもイスラム教徒がレッジョを占領し、住民が奴隷とされた。 10世紀から11世紀にかけて短期間ながらこの土地を支配したアラブ人は、この町を Rivàh と呼び、シチリア首長国 (Emirate of Sicily) の領土とした。

#### シチリア王国とナポリ王国
1060年、ロベルト・イル・グイスカルドとその弟ルッジェーロ1世率いるノルマン人はこの町を占領した（ノルマン人による南イタリア征服参照）。ノルマン人はこの町をRisa と呼んで支配したが、ギリシャの文化や宗教はそのまま認めた（これらは17世紀ころまで維持されることになる）。ルッジェーロ1世の子であるルッジェーロ2世が1130年にシチリア王となったため、この土地はイタリア半島とシチリア島にまたがるシチリア王国の一部となった。シチリアの王位は、1194年から1266年にかけて、シュヴァーベンのホーエンシュタウフェン家のものとなった。1234年には、ホーエンシュタウフェン家出身の皇帝フリードリヒ2世の決定により、この町に定期市 (Fair) が立てられた。
シチリア王位は1266年、フランスの王族であるアンジュー家（アンジュー＝シチリア家）のカルロ1世（シャルル・ダンジュー）が占めるが、1282年「シチリアの晩祷」事件を契機に住民の反乱が発生。カルロ1世はシチリア島を追われてナポリに移転し（ナポリ王国）、シチリア島の住民はアラゴン王国のペドロ3世を迎え入れた（シチリア晩祷戦争）。レッジョはメッシーナをはじめとするシチリア東部の都市との歴史・文化・経済的つながりが深かったことから、シチリア人とアラゴン人の反アンジュー家の戦いを支援した。アラゴンの支配下でこの町は Regols と呼ばれ、城砦が拡張された。以後、1266年から1503年にかけ、地理的な要衝であるレッジョはシチリア王国（アラゴン王国）とナポリ王国（アンジュー家）による争奪が繰り返された。
中世のレッジョは、カリグラフィーと印刷の重要な中心地であった。1475年には、レッジョのユダヤ人コミュニティ (La Giudecca) によるヘブライ語の印刷物が印刷されている。これはユダヤ教聖書のモーセ五書についてのラシ（シュローモー・イツハーキー）の注釈書であった。レッジョのユダヤ人たちは、染料や絹の貿易に従事し、国際的に大きな役割を果たした。

### 近世
1504年に成立したスペイン・ハプスブルク家は、シチリア王国とナポリ王国を事実上のスペイン王国領とした。レッジョの人々にとって16・17世紀は、スペインの重税による衰退の時代であり、疫病、地震（1562年）、オスマン帝国による侵攻（1543年 - 1594年）が町を襲った時代であった。1558年にはバーバリ海賊がレッジョを襲撃し、住民の多くを奴隷としてトリポリに連れ去った。1562年の地震では、中世に使われていた天然の港が破壊され、ギリシャ人上陸の地として知られていたプンタ・カラミッツィが海没した。
スペイン・ハプスブルク家は1700年に断絶し、スペイン継承戦争が 勃発する。1714年から1734年まで、南イタリアはオーストリア・ハプスブルク家の領土となった。ついで1735年にカルロ7世（スペイン・ブルボン家出身）が治めるナポリ王国の一部となった。1783年にはカラブリア地震がカラブリア全域とメッシーナを襲い、レッジョも大きな被害を受けた。地震被害からの都市再建のため、Giovanbattista Mori が道路計画を立てた。
1806年、ナポレオン・ボナパルトはレッジョを占領し、レッジョを侯爵領として司令部を設置した。1816年、ブルボン家が復帰し、ナポリ王国とシチリア王国は両シチリア王国として統一された。イタリア統一まで、レッジョは Calabria Ulteriore Prima 行政区の首府であった。19世紀、この地域はヨーロッパの列強が科学・技術・芸術・法律の分野でさまざまな挑戦を行った。
柑橘系の果物であるベルガモットは、15世紀以来レッジョ地域で栽培・利用されていたが、1750年に世界的に紹介され、各地で栽培が始まった。18世紀から19世紀にかけてレッジョを訪れた、ヨハン・ヘルマン・フォン・リーデゼル（1767年）、ジャン＝クロード・リシャール・ド・サン＝ノン (fr:Jean-Claude Richard de Saint-Non) （1778年）、エドワード・リア（1847年）といった旅行者たちは、その記録でこの町とその周辺地域を「美しい庭園」になぞらえている。

### 近代

#### イタリア統一

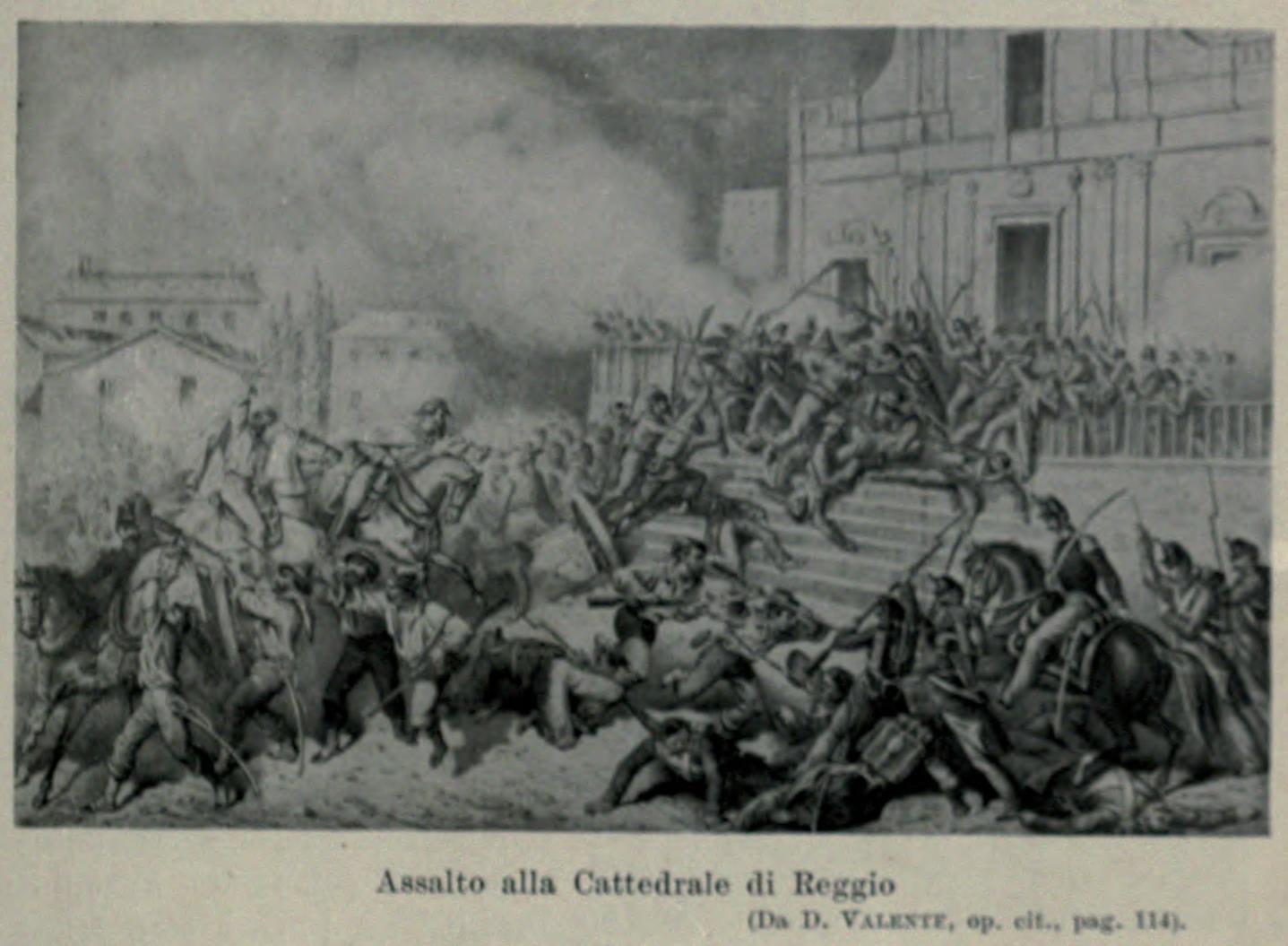
大聖堂広場の戦い

1860年8月21日、ジュゼッペ・ガリバルディ率いる千人隊と同志たちは、レッジョの「大聖堂広場の戦い」 (it:Battaglia di Piazza Duomo) で両シチリア王国軍に勝利した。レッジョ市長のブルーノ・アントニオ・ロッシ（Bruno Antonio Rossi）は、フランチェスコ2世による統治の終焉と、ガリバルディによる独裁を宣言することとなった。
イタリア統一を果たしたイタリア王国のもとで、市名は「レッジョ・ディ・カラブリア」に改められた。しかし重い債務に苦しんでいた王国は、国庫を潤すために南イタリアの産業の収奪を行い衰退させた。影響を被った地元産業としては、林業・鉱業・造船業・養蚕業・絹織物業などが挙げられる。

#### メッシーナ地震

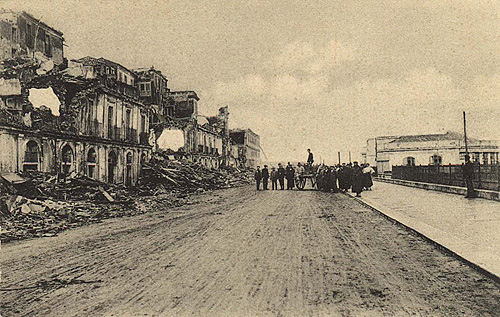
地震・津波による被害を受けたレッジョ沿岸部

1908年12月28日午前5時21分、レッジョは大地震に見舞われた。近代西ヨーロッパにおける最悪の地震として記録されているメッシーナ地震である。
レッジョの震度は改正メルカリ震度で X - XI と推定され、揺れは31秒にわたって続いた。壊滅的な地震から逃れ、海岸の空き地に避難した人々は、地震発生から10分後に到達した津波にのみこまれることになった。 6–12m の津波は三波にわたって市街を襲い、沿岸部は壊滅した。海峡を越えたメッシーナで犠牲者6万5000人（住民の42%）を出したことで知られる地震であるが、レッジョでも2万5000人（住民の27%）とされる膨大な犠牲者を出した（なお、この地震の犠牲者数については諸説ある）。
地震後、市街は近代的な水準での再建が行われた。1911年に Pietro De Nava は直線道路が直交する都市計画を立て、現在の都市のレイアウトを生み出している。一方、都市計画には歴史的建築の保護という観点を重視しておらず、旧市街地にあったノルマン人の城の最後に残された一角が1923年に解体されている。

#### ファシスト政権と第二次世界大戦

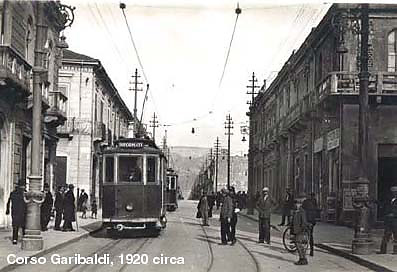
1920年のレッジョ市内

ファシスト政権（ベニート・ムッソリーニ政権）下では地方行政の再編が図られた。レッジョ・ディ・カラブリアは、官選市長（ポデスタ）Giuseppe Romolo Genoese Zerbi のもとで周辺町村の編入が行われ、「大レッジョ」 (it:Grande Reggio) と呼ばれた。
その戦略的な立地のため、第二次世界大戦中の1943年1月27日以後、アメリカ・イギリス軍による爆撃に繰り返し見舞われた。空港・港湾・工場などの軍事施設に加え、7月と8月には市街地も標的となり、大きな被害を被った (it:Bombardamenti di Reggio Calabria del 1943) 。1943年9月3日にはイギリス第8軍の上陸作戦（ベイタウン作戦）が行われた。
レッジョ・ディ・カラブリアはイタリアにおいて空襲による犠牲が多かった都市の一つである。爆撃による死者は約4000人、負傷者約1万2000人、また建物の70%が破壊もしくは被害を受けた。

### 現代

#### レッジョの反乱
1970年から1971年にかけて、この町は「レッジョの反乱」 (Reggio revolt) と呼ばれる住民の蜂起の舞台となった。これは、政府が新しく設置するカラブリア州の州都として、（レッジョよりも小さく重要でない都市とみなされていた）カタンザーロを選定したことを契機とする。反乱は、ネオ・ファシズム組織であるイタリア社会運動（MSI）の若いメンバーたちが主導し、背後にはンドランゲタ（カラブリアのマフィア的な犯罪結社）がいた。レッジョ・カラブリアの反乱は、ほかにも縁故主義や、見通しのない産業計画など、さまざまな不満が爆発したものであった。

#### ンドランゲタと市政
1970年代から1980年代末までの20年間、レッジョ・カラブリアは都市の衰退を背景として、ンドランゲタによる組織犯罪の増加という問題を抱えた。レッジョ・カラブリアは、流血の抗争を繰り広げた複数のファミリー（「ンドリーナ」と呼ばれる）の拠点である。ンドランゲタは店舗や企業から「ピッツォ」 (Pizzo (extortion)) と呼ばれる「保護費」（みかじめ料）を徴収しており、小売業の「営業許可」に関しては市議会よりも影響力を持っているとされる。
汚職のスパイラルは1990年代初頭に頂点に達した。当時の市長 Agatino Licandro は「カネを詰めて市庁舎に持ち込んだスーツケースがカラになって出ていく」という告白をした。全国的に広がった政治スキャンダル（タンジェントポリ）の中で、市議会議員のほとんどが逮捕された。1990年代初頭以降、住民と行政の協力によって都市を回復・刷新しようとする「レッジョの春（Primavera di Reggio）」と呼ばれる運動がすすめられた。都市の中央にある海沿いの地区では、ンドランゲタの利権や犯罪の温床となっていた違法建築や営業を排除して開かれた大通りがつくられた。「レッジョの春」のシンボルとされるこの大通りは、運動を方向付けた Italo Falcomatà 市長（在任: 1993年 - 2001年）にちなんで Lungomare Falcomatà と命名されている。
2012年10月9日、イタリア政府はンドランゲタの浸透を理由としてレッジョ・カラブリア市議会の解散を決定した。 2002年から2010年にかけての Giuseppe Scopelliti 市長のもとで、議員が有力犯罪組織とつながりを持った疑惑が生じたためで、Demetrio Arena 市長と30人の市議会議員全員が、地方政府に対すれる「マフィアの感染」を防ぐためとして解任された。県庁が所在する都市の地方政府に対し、犯罪組織とのつながりの疑いで解体措置が出されるのははじめてのことである。

## 行政

### 分離集落
レッジョ・ディ・カラブリアには、以下の分離集落（フラツィオーネ）がある。
- Sbarre, Archi, Catona, Gallico, Gallina, Modena, San Sperato, Mosorrofa, Ortì, Pellaro, Bocale, Ravagnese, San Gregorio, Saracinello

## スポーツ

### サッカー
レッジーナ1914 (Reggina 1914 S.r.l.) が本拠を置いている。ホームスタジアムはスタディオ・オレステ・グラニッロ。名称に示されるように、1914年に創設された歴史あるクラブで、対岸のメッシーナに本拠を置くFCメッシーナとの対決は、デルビー・デッロ・ストレット（海峡ダービー）と呼ばれるダービーマッチになる。2002年より2005年まで中村俊輔 が所属していたことで日本でも知られる（所属当時のクラブ名はReggina Calcio S.p.A.で、所属はセリエA）。2013-14シーズンのセリエB21位という成績でのセリエC（当時の名称はレガ・プロ）への降格、2015年の破産によるセリエDへの降格ののち、いくつかの変遷を経て2019年より現在のクラブ名となっている。2021-22シーズンはセリエB所属。

## 人物

### 著名な出身者
- レギオンのイビュコス - 紀元前6世紀の抒情詩人。
- ウンベルト・ボッチョーニ - 19-20世紀の画家
- サント・ヴェルサーチ（英語版） - 実業家、政治家。ジャンニの兄。
- ジャンニ・ヴェルサーチ - 20世紀のファッションデザイナー、「ヴェルサーチ」創業者
- ドナテラ・ヴェルサーチ - ファッションデザイナー。ジャンニの妹。

## 姉妹都市
- パトラ、ギリシャ
- アテネ、ギリシャ
- チェザーナ・トリネーゼ、イタリア